# Gonzalo Mottes
Gonzalo Daniel Mottes (San Francisco del Monte, 7 gennaio 1998) è un calciatore argentino, difensore dell'Aldosivi.

## Caratteristiche tecniche
È un difensore centrale di piede mancino.

## Carriera
È cresciuto nel settore giovanile del Gimnasia (LP), che ha lasciato nel 2019 per unirsi al Def. de Belgrano. Ha debuttato a livello professionistico il 17 gennaio 2021 nell'incontro di Primera B Nacional vinto 2-0 contro l'Instituto (C).
Il 5 dicembre 2022 è stato acquistato dal Deportivo Táchira, dove è rimasto per una stagione facendo anche il suo esordio a livello internazionale in Coppa Sudamericana. Nel 2024 è rientrato in Argentina all'Aldosivi, con cui ha centrato la promozione in Primera División vincendo i play-off contro il San Martín (T).

## Statistiche

### Presenze e reti nei club
Statistiche aggiornate al 6 febbraio 2025.
| Stagione                | Squadra                 | Campionato              | Campionato | Campionato | Coppe nazionali | Coppe nazionali | Coppe nazionali | Coppe continentali | Coppe continentali | Coppe continentali | Altre coppe | Altre coppe | Altre coppe | Totale | Totale | Totale |
| Stagione                | Squadra                 | Comp                    | Pres       | Reti       | Comp            | Pres            | Reti            | Comp               | Pres               | Reti               | Comp        | Pres        | Reti        | Pres   | Reti   |        |
| ----------------------- | ----------------------- | ----------------------- | ---------- | ---------- | --------------- | --------------- | --------------- | ------------------ | ------------------ | ------------------ | ----------- | ----------- | ----------- | ------ | ------ | ------ |
| 2020-2021               | Def. de Belgrano        | PBN                     | 2          | 0          | CA              | 1               | 0               | -                  | -                  | -                  | -           | -           | -           | 3      | 0      |        |
| 2021                    | Def. de Belgrano        | PBN                     | 18         | 0          | -               | -               | -               | -                  | -                  | -                  | -           | -           | -           | 18     | 0      |        |
| 2022                    | Def. de Belgrano        | PBN                     | 23         | 3          | CA              | 0               | 0               | -                  | -                  | -                  | -           | -           | -           | 23     | 3      |        |
| Totale Def. de Belgrano | Totale Def. de Belgrano | Totale Def. de Belgrano | 43         | 3          |                 | 1               | 0               |                    | -                  | -                  |             | -           | -           | 44     | 3      |        |
| 2023                    | Deportivo Táchira       | PD                      | 22         | 1          | CV              | 0               | 0               | CS                 | 1                  | 0                  | -           | -           | -           | 23     | 1      |        |
| 2024                    | Aldosivi                | PBN                     | 22         | 2          | CA              | 0               | 0               | -                  | -                  | -                  | -           | -           | -           | 33     | 10     |        |
| 2025                    | Aldosivi                | PD                      | 4          | 0          | CA              | 0               | 0               |                    | -                  | -                  |             | -           | -           | 4      | 0      |        |
| Totale carriera         | Totale carriera         | Totale carriera         | 91         | 6          |                 | 1               | 0               |                    | 1                  | 0                  |             | -           | -           | 93     | 6      |        |

## Palmarès

### Club

#### Competizioni nazionali
- Primera B Nacional: 1

Aldosivi: 2024